# Maria Weinand
Maria Weinand (* 23. November 1882 als Maria Appolonia Weinand auf Gut Forsterhof in Cochem; † 10. Mai 1960 in Essen-Kupferdreh) war eine deutsche Pädagogin, Schriftstellerin und Politikerin (Zentrum).

## Leben
Maria Weinand besuchte die Volksschule in Faid bei Cochem und in Essen. Von 1897 bis 1900 bildete sie sich privat weiter. Anschließend besuchte sie bis 1903 das Lehrerinnenseminar in Xanten, bestand dort die Lehrerinnenprüfung und wirkte von 1903 bis 1906 als Volksschullehrerin in Traar bei Krefeld sowie von 1906 bis 1923 als Lehrerin an Volks- und Hilfsschulen in Essen. Ab 1923 war sie beurlaubt und studierte bis 1929 Pädagogik, Philosophie, Soziologie, Germanistik und Geschichte an der Westfälischen Wilhelms-Universität in Münster, der Universität Hamburg und der Universität zu Köln. 1926 bestand sie die Ergänzungsprüfung und 1929 promovierte sie an der Universität Köln zum Doktor der Philosophie.
Von 1930 bis 1948 war Maria Weinand Rektorin an einer Essener Volksschule. Von 1932 bis zu seiner Auflösung im Jahre 1933 gehörte sie als Abgeordnete der Zentrumspartei dem Preußischen Landtag an. Von 1946 bis zu ihrer Pensionierung im Jahre 1948 hatte sie einen Lehrauftrag an der neugegründeten Pädagogischen Hochschule Ruhr in Essen-Kupferdreh inne.
Maria Weinand verfasste neben ihrer beruflichen Tätigkeit Gedichte und Theaterstücke; daneben veröffentlichte sie eine Abhandlung über Annette von Droste-Hülshoff und gab ein „Essener Sagenbuch“ heraus.

## Werke
- Der Monde Gruß, Essen-Ruh 1908
- Ihr draußen, M.Gladbach 1915
- Der Krieg, M.Gladbach 1915
- Soldaten, M.Gladbach 1915
- Gedichte einer Deutschen, M.Gladbach 1916
- Das betende Volk, M.Gladbach 1918
- Das Berufsideal der Volksschullehrerin, Köln 1931
- Die Gudrunsage, Paderborn 1934
- Die große Dichterin Annette von Droste-Hülshoff, Essen 1948

## Herausgeberschaft
- Essener Sagenbuch, Essen an der Ruhr 1912 (herausgegeben zusammen mit Heinrich Vos)